# ソノヘンノ女
ソノヘンノ女（ソノヘンノおんな）は、かつてグレープカンパニーに所属していた日本のお笑いコンビ。2020年1月31日解散。

## メンバー
（）
- とも（本名:仲村 智美〈なかむら ともみ〉[4] 1990年11月10日（34歳） - ）
  - 大阪府大阪市西成区出身[5]。
  - 公称サイズは身長151cm、足22.5cm、B88cm、W62cm、H88cm。血液型O型。バストが自慢らしい[6]。
  - 趣味は酒、ヤンキー漫画。人より少し指が柔らかいという。
  - 子供の頃から劇団に所属[4]。かつてはグラビアアイドルとしても活動[4]。
  - NSC大阪校女性タレントコース6期出身。かつてはコンビ『虹色ポッケ』で活動[5]、当時は吉本興業所属だった[4]。
  - 『アメトーーク!』での「高校中退芸人」にて大阪府立西成高等学校についてのエピソードを話し、問題のある学校や地域に差別的表現などで炎上した。

- はっしー（本名:羽柴 麻以〈はしば まい〉[4] 1990年10月8日（34歳） - ）
  - 大阪府出身。
  - 公称サイズは身長156cm、足24cm、B86cm、W60cm、H86cm。血液型O型。
  - 趣味はアニメを全話一気に見ること、ホームパーティに行くこと。特技は合唱。天然ピエロ時代は、爪切りを使わずに爪を割ることができた[7]。
  - 介護職員初任者研修の資格を所持している。
  - 自称、美脚[6]。
  - NSC東京校17期出身。かつては佐藤未来（現・えりんぎ）とのコンビ『天然ピエロ』で活動（「天然」担当[7]）、当時は吉本興業所属だった[4]。天然ピエロは2015年12月限りで解散[8]。
  - 天然ピエロ時代、徳井健太（平成ノブシコブシ）との不倫騒動の映像を作るというドッキリ企画を行ったが[9]、悪口が300件ほど来るなど炎上したため当時は気が滅入って芸人を続けるのを諦めようと思ったほどだった[1]。これを不幸エピソードの1つとし、自分も不幸顔・不倫顔とよく言われる[1]。ただ、根は明るいという[1]。

## 来歴・概説
2人は小学校の同級生同士で、当時から仲が良かった。お笑いを始めたのは別々ではっしーは天然ピエロ、ともは虹色ポッケとして活動。この2組はたまたま同時期に解散、2人が再会したのがきっかけで結成に至った。
ともは「中学生時代めっちゃモテた」他、虹色ポッケ時代にテレビ和歌山『@あっと!テレわか』でレギュラーを持つなど「不幸は全くない」として自分を幸せキャラとする一方、はっしーは上記のこともあって自分を不幸キャラとしている。
2018年1月、同じ事務所の先輩である永野が名付けたコンビ名である『デスチャ』への改名が発表されたが、同年内には元のコンビ名に戻っている。
2人ともキャバクラ嬢を兼業しており、勤務地はともが東京都町田市、はっしーが江戸川区小岩。キャバ嬢としての収入は出勤日数が多い分、はっしーの方が断然上だという。
ネタはリズムネタが多い。かつては違った感じのリズムネタをやっていたが、その後「～したーい!」「いっちゃうよ、シング・ア・ソング」で始めて、七五調の多いフレーズネタを「それいいやん! それいいやん!」などの台詞で繋げていくリズムネタを頻繁に演じていた。持ちネタには「Help me」「Big Dream」などがある。現役キャバ嬢から見た目という特性を生かし、ネタには男女の本音やそのディープな裏側を描くものもある。ゴッドタンでネタを見た劇団ひとりからは「お笑いごっこじゃねぇんだからよ!」と酷評され、彼女たちのネタをコピーする企画では「年齢の問題じゃねえ、プライドの問題だ」と拒否されている。
2020年1月31日を以って解散を発表。

## 出演
ともの単独出演については、仲村智美#出演を参照。

### テレビ
- ちゃちゃ入れマンデー（関西テレビ）- 2014年8月11日、ともが「虹色ポッケ」時代に出演。
- 爆笑ファクトリーハウス 笑けずり（NHK BSプレミアム、2015年）- はっしーが「天然ピエロ」時代に出演。
- TOKIOカケル（フジテレビ、2017年11月22日）
- ぶるぺん（2018年8月、GYAO!）
- ゴッドタン（テレビ東京）- 2018年7月15日、2018年8月19日、2018年11月11日、2018年11月18日
- ガリゲル（読売テレビ）- 2018年9月9日
- The NIGHT（AbemaTV） - 2018年12月23日
- ぐるナイ おもしろ荘2019 若手にチャンスを頂戴! 今年も誰か売れてSP!!（日本テレビ）- 2019年1月1日[注 1]
- ※注 芸人調べ（テレビ朝日）- 2019年1月24日「超若手芸人オーディション」にて初出演、以後最終回までレギュラー出演
- スピードワゴンの月曜The NIGHT（2019年4月23日[17]、AbemaTV）
- そろそろ にちようチャップリン（テレビ東京）- 2019年5月4日・5月11日
- じっくり聞いタロウ〜スター近況（秘）報告〜（テレビ東京）- 2019年11月7日深夜
- 上田ちゃんネル（テレ朝チャンネル）- 第309回（2019年11月7日深夜）

### ラジオ
- マイナビ Laughter Night（TBSラジオ）- 2019年1月4日 初オンエア